# Gödlovo število
Gödlova števila so v formalni teoriji števil oblika kodiranega logičnega stavka. Funkcija priredi vsakemu simbolu ali enačbi nekega formalnega jezika natančno določeno naravno število. Takšna števila je prvi uporabil Kurt Gödel pri dokazu svojega izreka o nepopolnosti.
| Logični simboli                                                                                                 | Števila 1:12                                                                               |  |
| --- | ------------------------------------------------------------------------------------------ |  |
| ¬ {\displaystyle \forall } {\displaystyle \supset } {\displaystyle \vee } {\displaystyle \wedge } ( ) S 0 = . + | 1 (»ne«) 2 (»za vse«) 3 (»če, potem«) 4 (»ali«) 5 (»in«) 6 7 8 (»je naslednik«) 9 10 11 12 |  |
| Predloženi simboli                                                                                              | Števila večja od 10 in deljiva s 3                                                         |  |
| P Q R S | 12 15 18 21                                                                                |  |
| Posamezne spremenljivke                                                                                         | Števila večja od 10 z ostankom 1 pri deljenju s 3                                          |  |
| v x y | 13 16 19                                                                                   |  |
| Predikatni simboli                                                                                              | Števila večja od 10 z ostankom 2 pri deljenju s 3                                          |  |
| E F G | 14 17 20                                                                                   |  |